# Per (film)
 For alternative betydninger, se Per. (Se også artikler, som begynder med Per)
Per er en dansk film fra 1975, med manuskript og instruktion af Hans Kristensen.
Agneta Ekmanner modtog Bodilprisen for bedste kvindelige hovedrolle for sin rolle i filmen ved Bodiluddelingen 1975.

## Medvirkende
- Ole Ernst – Per
- Frits Helmuth – Helge Lorentzen, direktør
- Agneta Ekmanner – Marianne, Lorentzens kone
- Peter Ronild – Tysk sprængstofekspert
- Else Petersen – Fru Petersen
- Alf Lassen – Vagtmand
- Søren Steen – Vagtmand
- Holger Munk – Politiinspektør
- Pernille Grumme – Prostitueret
- Inger-Lise Gaarde – Ekspedient
- Hans Kristensen – Bilist
- Hardy Rafn – Fabriksinspektør
- Steen Springborg – Festdeltager
- Anne Bie Warburg – Festdeltager
- Paul Barfoed Møller – Ekspedient I pornoforretning